# Gustave Gagnon
Pour les articles homonymes, voir Gagnon.
 (Février 2023).

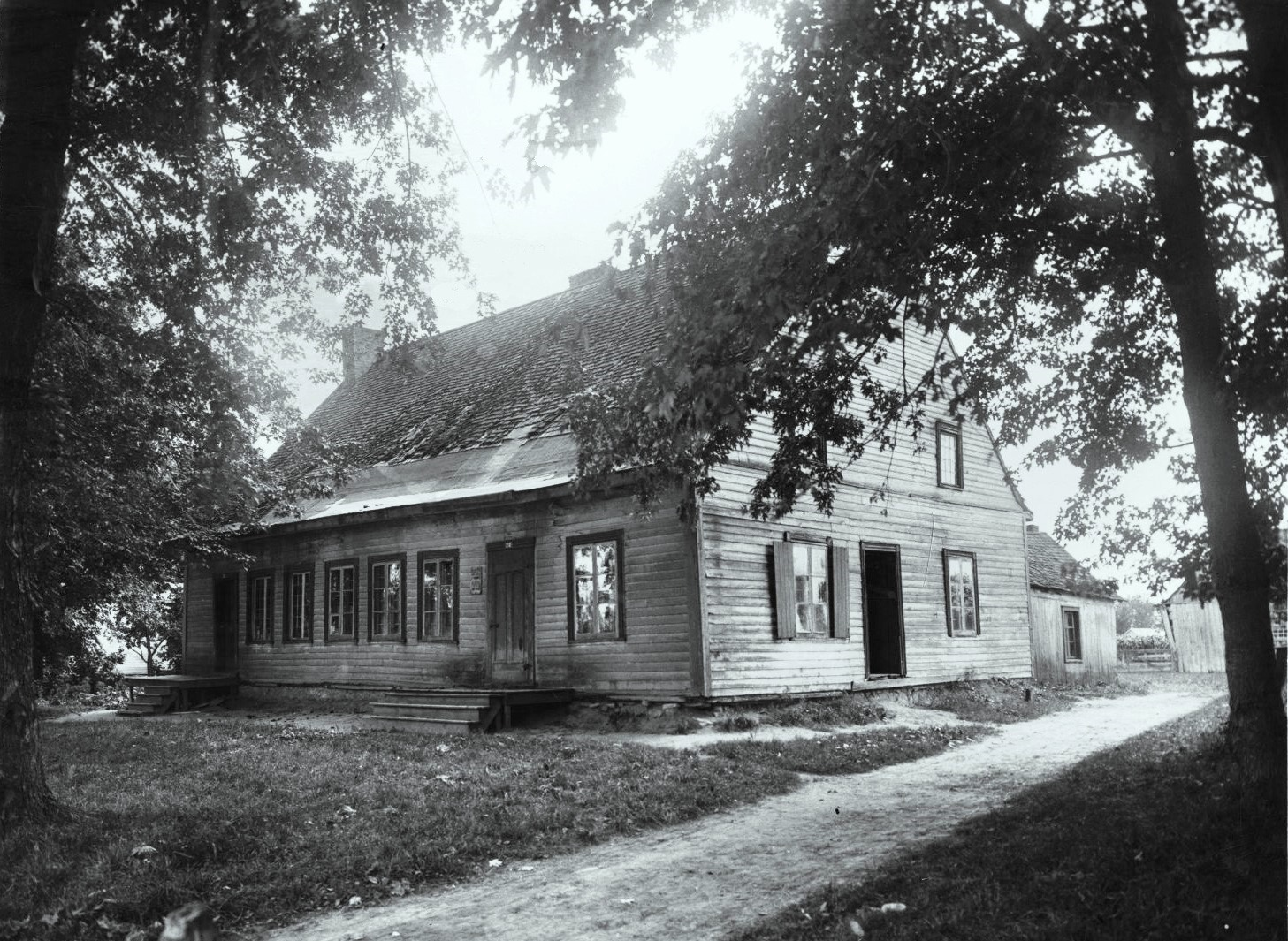
Maison natale d'Ernest et Gustave Gagnon, Louiseville

Gustave Adolphe Mathurin Gagnon, né le 6 novembre 1842 à Louiseville et mort le 19 novembre 1930 à Québec, est un organiste, pianiste, compositeur et professeur de musique québécois. 

## Biographie
Gustave Gagnon, né Gustave Adolphe Mathurin le 6 novembre 1842, est un organiste, professeur, administrateur scolaire et compositeur à la Rivière-du-Loup, maintenant appelée Louiseville. Il est le dernier des neuf enfants de Charles-Édouard Gagnon, notaire, et de Julie-Jeanne Durand. Il est également le frère cadet du musicien et folkloriste Ernest Gagnon et le père du compositeur Henri Gagnon. Le 9 juillet 1873, il épouse la fille du marchand Abraham Hamel et nièce du peintre Théophile Hamel, Séphora Hamel. Ensemble, ils donnent naissance à quatre enfants, soit deux filles et deux fils. Gagnon décède à Québec 19 novembre 1930. 
Gagnon fait ses études collégiales à Joliette. De 1860 à 1864, il étudie le piano avec le mari de sa sœur Élisabeth, Paul Letondal  à Montréal. Par la suite, il est de retour à Québec pour succéder son grand frère Ernest aux orgues de l'église Saint-Jean-Baptiste de Québec et ce, jusqu’en 1870. Plus tard, Gagnon se retrouve en Europe, plus précisément à Paris où il étudie l’orgue avec Charles-Alexis Chauvet, le piano avec Antoine-François Marmontel et l’harmonie avec Auguste Durand. Aussi,  sous le chevet de M. Chauvet, organiste de la Trinité, Gagnon devient élève du Conservatoire Royal de Liège en Belgique. Toujours en Belgique, il suit des cours de piano avec Félix-Étienne Ledent et d’harmonie avec Jean-Théodore Radoux. Un an plus tard, en Allemagne, il visite deux centres de musique, Dresde et Leipzig, et y suit des leçons d’orgue auprès de Benjamin Robert Papperitz et de Louis Plaidy. Il découvre également la musique de grands maitres, tels que Camille Saint-Saëns et Franz Liszt, dont il fait la connaissance. Il se promène aussi en Italie, notamment à Rome pour se laisser bercer par la musique de Palestrina. 
En 1876, Gustave Gagnon est de retour à Québec et devient l’organiste à la basilic Notre-Dame de Québec jusqu’en 1915, où il est remplacer par son fils Henri. 
De 1877 à 1917, Gustave Gagnon enseigne à la fois à l'École normale Laval et au Petit Séminaire de Québec, en plus de faire de l'enseignement en privé.
En 1922, l'Université Laval lui décerne un doctorat et le nomme professeur titulaire à l'École de musique qui vient d'être fondée. Il en est le premier directeur, fonction qu'il occupe jusqu'à sa mort survenue à Québec en 1930. Parmi ses élèves, on compte Joseph-Arthur Bernier, Joseph-Daniel Dussault, Léo-Pol Morin et son fils Henri Gagnon. 
Gustave Gagnon établit à Québec le collège de musique Dominion ainsi que l’Union musicale (1868) et est le dernier survivant des fondateurs de l’Académie de musique de Québec.

## Pièces
- Marche pontificale pour piano ou orgue : exécutée à grand orchestre à la basilique le jour de l'intronisation de Son Éminence et par les fanfares de Québec au festival donné à cette occasion, Gagnon, Gustave, 1842-1930, Québec : Arthur Lavigne, éditeur, [1886?]
- Gavotte, Gagnon, Gustave, 1842-1930, Québec : publié par Arthur Lavigne, [1890?]
- Reflets du passé
- Souvenirs de Leipzig
- Deuxième marche pontificale avec chœur, Gagnon, Gustave, 1842-1930, Québec : Lavigueur & Hutchison, 1913, [1896]

## Sources
- L'encyclopédie canadienne
- Dictionnaire biographique du Canada
- BAnQ Numérique, sur numerique.banq.qc.ca (consulté le 4 mars 2023)
- Université Laval, sur ulaval.on.worldcat.org (consulté le 4 mars 2023)
- Repertoire du patrimoine culturel du Québec, sur patrimoine-culturel.gouv.qc.ca (consulté le 15 avril 2023)